# Ararat (votka)
Ararat votka je žestoko alkoholno piće koje se proizvodi u Armeniji. Proizvodi se u najstarijoj destileriji u Armeniji u Yerevan Ararat Brandy-Wine-Vodka Factory "Noy" osnovanoj daleke 1877. godine u Erevanu, a poznatoj po proizvodnji vrhunskih žestica. Ova vodka se dobiva višestrukom destilacijom pšenice, bez dodavanja ikakvih okusa, tako da zadržava svoj prirodan i čist neutralan okus. Proizvodi se samo u jednoj izvedenici i to kao čista votka s 40% alkohola. Ime je dobila po planiini Ararat, kao i svi proizvodi ove tvornice.